# أحمد ربعي
"أحمد جواد" أمين عبد الفتاح ربعي (1964 في دورا) سياسي ودبلوماسي فلسطيني. عمل سفيرًا لدولة فلسطين لدى باكستان بين عامي 2019 و2024.

## التحصيل العلمي
- باحث دكتوراه في القانون والعلوم السياسية (جامعة تونس المنار، تونس)
- ماجستير في التخطيط الإستراتيجي وإدارة الدولة (جامعة مؤتة، المملكة الأردنية الهاشمية)
- دبلوم الدراسات العليا في إدارة الموارد الوطنية (كلية الدفاع الوطني، المملكة الأردنية الهاشمية)
- بكالوريوس في الإدارة (جامعة القدس، دولة فلسطين)
- دبلوم في العلوم الجنائية والأمنية (معهد تطوير الكفاءات وتنمية القدرات، الاتحاد الروسي)
- هندسة المدنية (جامعة بوليتكنك فلسطين، دولة فلسطين)

## الحياة العملية
- عين سفيرًا مفوضًا وفوق العادة لدولة فلسطين لدى جمهورية باكستان الإسلامية بين عامي 2019 و2024.[1][2][4]
- الامين العام المساعد لمجلس وزراء الداخلية العرب.[5][6]
- مساعد وزير الداخلية ومدير عام العلاقات العربية والدولية.[6]